# Wilhelm Heinrich (Mineraloge)
Wilhelm Heinrich ist ein deutscher Mineraloge, Geochemiker und Petrologe.
Heinrich studierte ab 1970 Mineralogie und Geochemie an der Universität Karlsruhe mit dem Diplom in Mineralogie 1978 und der Promotion 1981. Danach war er am Mineralogischen Institut der Universität Tübingen, 1984 bis 1988 an der autonomen Universität Nueovo Leon in Mexiko und ab 1989 an der TU Berlin, an der er sich 1994 habilitierte und 1996 Professor wurde. Außerdem ist er am Deutschen Geoforschungszentrum Potsdam, wo er 1997 bis 2007 Direktor der Abteilung Chemie der Erde war und 1994 bis 2015 Leiter der Sektion Chemie und Physik der Geomaterialien.
Er befasst sich mit experimenteller Petrologie, Geochemie, Petrologie metamorpher Gesteine und hydrothermalen Fluiden. Heinrich studiert experimentell die Bildung und den Abbau von Mineralien im Rahmen von Krustenbildungsprozessen bei hohem Druck und hohen Temperaturen. Die Hochdruckgeräte für die Experimente sind am GFZ Potsdam.
2011 erhielt er die Friedrich-Becke-Medaille. 2012 bis 2016 war er Präsident der European Mineralogical Union (EMU) und 2000 bis 2008 Schriftführer der Deutschen Mineralogischen Gesellschaft.